# فرودگاه سدونا (آریزونا)
فرودگاه سدونا، آریزونا (به انگلیسی: Sedona Airport) یک فرودگاه همگانی بهره‌برداری هوایی با کد یاتا SDX است که یک باند فرود آسفالت دارد و طول باند آن ۱۵۶۳ متر است. این فرودگاه در شهر سدونا، آریزونا کشور ایالات متحده آمریکا قرار دارد و در ارتفاع ۱۴۷۲ متری از سطح دریا واقع شده است.